# Прапор Науру
Прапор Науру  — один з офіційних символів Науру. Офіційно затверджений 31 січня 1968 року після проведення національного конкурсу на найкращий варіант прапора. Співвідношення сторін прапора 1:2.
Прапор синього кольору має прямокутну форму через який по горизонталі проходить жовта лінія. Ширина лінії становить 1/24 від ширини самого прапора. У лівому нижньому куті розташована 12-променева зірка. Жовта лінія символізує екватор. Зірка символізує 12 племен, які проживають на території Науру. Синій колір означає Тихий океан.

## Конструкція прапора
|                     |
| Конструкція прапора |

## Створення та прийняття
Прапор був створений мешканцем, який працював у австралійському виробнику прапорів Evans. Він був офіційно прийнятий 31 січня 1968 року. На відміну від деяких прапорів Тихоокеанських держав (наприклад, Тувалу), прапор Науру не викликав багато суперечок.

## Інші прапори Науру
| Прапор | Дата         | Використання                      | Опис                                                                                 |
| ------ | ------------ | --------------------------------- | ------------------------------------------------------------------------------------ |
|        | 1969-дотепер | Прапор Тихоокеанських ліній Науру | Синє поле з великою білою дванадцятикутною зіркою в центрі з якорем всередині зірки. |
|        | 1924         | Запропонований прапор для Науру   | Біле поле з синім полем з 15 5-кутними зірками в кантоні.                            |